# Affoltern (ville de Zurich)
Pour les articles homonymes, voir Affoltern.

Photo aérienne (1959)

Affoltern est un quartier de Zurich, se situant a l'extrême nord de la ville. Il forme l'arrondissement 11 de la ville avec les quartiers voisins d'Oerlikon et de Seebach.
Affoltern a été un village indépendant jusqu'en 1934, date de son rattachement à la ville de Zurich.